# Вагнер (Јужна Каролина)
Вагнер (енгл. Wagener) град је у америчкој савезној држави Јужна Каролина.

## Демографија
По попису из 2010. године број становника је 797, што је 66 (-7,6%) становника мање него 2000. године.
| Група             | 2000.       | 2010.       |
| Белци             | 322 (37,3%) | 252 (31,6%) |
| Афроамериканци    | 531 (61,5%) | 516 (64,7%) |
| Азијати           | 3 (0,3%)    | 3 (0,4%)    |
| Хиспаноамериканци | 8 (0,9%)    | 12 (1,5%)   |
| Укупно            | 863         | 797         |